# Тумра
Тумра — река в России, протекает по территории Кондинского района Ханты-Мансийского автономного округа. Устье реки находится в 91 км от устья Большого Тапа по правому берегу, берёт своё начало из одноимённого озера Тумра. Длина реки — 11 км.

## Данные водного реестра
По данным государственного водного реестра России относится к Иртышскому бассейновому округу, водохозяйственный участок реки — Конда, речной подбассейн реки — Конда. Речной бассейн реки — Иртыш.
Код объекта в государственном водном реестре — 14010600112115300016764.